# Jürgen Zimmerling
Jürgen Zimmerling este un om politic german, membru al Parlamentului European în perioada 1999-2004 din partea Germaniei. 
1. 1 2  Deputații în Parlamentul European